# Gal Alberman
Gal Alberman (Hebreeuws: גל אלברמן) (Petach Tikwa, 17 april 1983) is een Israëlisch voormalig voetballer. De verdedigende middenvelder speelde onder meer voor Beitar Jeruzalem, Borussia Mönchengladbach, Maccabi Tel Aviv FC en het Israëlisch voetbalelftal.

## Clubloopbaan
Alberman is afkomstig uit de jeugdopleiding van Maccabi Petach Tikwa. Van 2000 tot 2006 kwam hij voor deze ploeg uit in de Ligat Ha'Al. In de seizoenen 2004/2005 en 2005/2006 kwam Maccabi Petach Tikwa uit in de UEFA Cup. Alberman verkaste in 2006 naar de Spaanse ploeg CD Tenerife, dat uitkwam in de Segunda División A. Korte tijd later keerde hij echter terug naar zijn geboorteland, waar hij tekende bij Beitar Jeruzalem. In 2007 en 2008 werd hij met deze club landskampioen.
In 2008 maakte hij de overstap naar de Duitse club Borussia Mönchengladbach. Door te weinig speeltijd vertrok Alberman hier alweer na twee jaar en keerde hij terug naar Israël. Hij tekende een contract bij Maccabi Tel Aviv FC, waar hij tot 2017 bleef. Van 2017 tot 2019 kwam hij uit voor Maccabi Haifa, waar hij zijn voetballoopbaan op 36-jarige leeftijd afsloot.

## Interlandloopbaan
ALberman maakte op 20 november 2002 zijn debuut voor het Israëlisch voetbalelftal in een oefenwedstrijd tegen Macedonië. Hij kwam tot 2015 uit in 36 interlands. Hij scoorde één keer: op 17 oktober 2007 in een oefenwedstrijd tegen Wit-Rusland.